# Journal of Vertebrate Paleontology
Journal of Vertebrate Paleontology (JVP) – recenzowane czasopismo naukowe dotyczące paleontologii, w szczególności paleontologii kręgowców. Publikacje poruszają tematy związane z pochodzeniem kręgowców, ich morfologią, ewolucją, taksonomią, a także biostratygrafią, paleoekologią, paleobiogeografią oraz paleoantropologią. Zostało założone w 1980 roku przez czeskiego paleontologa Jiřého Žídka na University of Oklahoma w Norman. W latach 1984–2010 było wydawane przez Society of Vertebrate Paleontology. Od 2010 roku jest wydawane przez Taylor & Francis i ukazuje się sześć razy w roku. Starsze wydania są również dostępne przez JSTOR i BioOne.
W 2011 roku impact factor „Journal of Vertebrate Paleontology” wynosił 2,214, co sytuowało go na szóstym miejscu spośród czterdziestu dziewięciu czasopism paleontologicznych notowanych przez Institute for Scientific Information.